# اسپینتو اسکریویا
اسپینتو اسکریویا (به ایتالیایی: Spineto Scrivia) یک کومونه در ایتالیا است که در استان آلساندریا واقع شده‌است.

## خصوصیات
اسپینتو اسکریویا ۴٫۱ کیلومترمربع مساحت و ۳۷۹ نفر جمعیت دارد و ۲۶۰ متر بالاتر از سطح دریا واقع شده‌است.